# Архипова, Анастасия Ивановна
Анастаси́я Ива́новна Архи́пова (род. 8 августа 1955, Москва) — советский и российский график, иллюстратор. Председатель секции «Книжная графика» Московского союза художников. Академик РАХ (2021; член-корреспондент 2012). Заслуженный художник РФ (2013).

## Биография
Анастасия Архипова родилась 8 августа 1955 года в Москве. Выросла в среде художников, дед и отец — книжные графики. Дед — Дехтерёв Б. А., народный художник РСФСР, профессор, главный художник издательства «Детская литература». Отец — Архипов И. Д., художник-график, заслуженный художник РСФСР, проиллюстрировал «Садко», «Герои Эллады», иллюстрации к «Бородино» Лермонтова были впоследствии выкуплены музеем «Бородинская панорама». Рисовать начала с раннего детства, также серьёзно увлекалась музыкой (фортепиано). В 1972 году окончила школу № 39 с углубленным изучением английского языка.
В 1978 году получила диплом Московского государственного института им. В. И. Сурикова, где обучалась на курсе «Мастерская плаката» у профессоров О. М. Савостюка и Б. А. Успенского. В институте познакомилась со своим первым будущим мужем — художником-иллюстратором А. А. Кошкиным. Дебютировала книгой для издательства «Детская литература» «Тропинка в горы» Гургена Габриэляна, тогда же вышла книга-малютка «Принцесса на горошине» тиражом в 5 000 000 экземпляров.
После учёбы непродолжительно работала в студии плаката, но вернулась к книге и обратилась к иллюстрированию творчества Х. К. Андерсена.
В 1979—1980 годах вышли книги «Огниво», «Стойкий оловянный солдатик» и другие сказки Андерсена с рисунками А. И. Архиповой, разошедшиеся в СССР общим тиражом более 3 500 000 экземпляров.
В 1985 году директор немецкого издательства Schreiber Verlag Герхард Шрайбер заказал у художницы иллюстрации к сказке братьев Гримм «Счастливый Ганс». После успешного выпуска книги он заключил с ней долгосрочный контракт, и в Германии вышли книги «Сказки братьев Гримм» и «Сказки Андерсена». Через издательство Schreiber Verlag права на издание книг А. И. Архиповой были приобретены в Бразилии, США, Юж. Корее, Китае и странах Европы.
В 2002 году издательство «Эгмонт-Россия» выпустило на русском языке «Сказки Андерсена» и «Сказки братьев Гримм», ставшие популярными за рубежом.
В 2007 году А. И. Архипова была избрана на пост председателя секции «Книжная графика». Работала в жюри международных и российских конкурсов, являлась участником международных конгрессов, организатором проведения Всероссийского конкурса «Образ книги».
С 2014 года — доцент кафедры «Искусство графики» МГХПА им. С. Г. Строганова.
С 2018 года — вице-президент Международного совета по детской книге (IBBY).
С сентября 2022 года — председатель жюри премии имени Андерсена.
В январе 2023 года подала в отставку с должности председателя жюри конкурса иллюстраторов имени Ганса Христиана Андерсена после продолжительного протеста представителей входящих в её совет стран, в частности — Швеции, Финляндии, Норвегии, Бельгии, Эстонии, Латвии и Литвы, которые настаивали на её отставке. Широкую огласку скандал получил после того, как королева Дании Маргрете II отказалась от патроната над премией из-за участия Архиповой в составе жюри.

## Награды и признание
- 1995 год — иллюстрация «Девочка со спичками» использована UNICEF для рождественской открытки.
- 2003 год — лауреат премии «Лучший иллюстратор года» на Международной книжной ярмарке в Москве[9].
- 2007-12 гг. — два срока в составе Исполнительного комитета Международного совета по детской книге (IBBY)[10].
- 2010 год — медаль МСХ и грамота Федерального агентства по печати и массовым коммуникациям.
- 2012 год — член-корреспондент РАХ по Отделению графики
- 2013 год — серебряная медаль РАХ, Заслуженный художник РФ.
- 2021 год — академик РАХ

## Техника рисунка
Из интервью А. И. Архиповой радио «Эхо Москвы»:
Я работаю акварелью, очень маленькой кисточкой. Акварелью художники иногда работают с большим количеством воды, на фактурной бумаге, когда это растекается. А я больше люблю технику такую, которая позволяет больше рисунок прорабатывать, делать форму сложную. И поэтому маленькими мазочками работаю.
- Обложки книг с иллюстрациями А. Архиповой.

## Семья
Первый брак — Кошкин А. А. (Заслуженный художник РФ). Второй брак — Арзамасцев А. А. (историк искусства).
Дети от второго брака: Арзамасцева Полина (художница), Арзамасцев Василий (музыкант).